# Nunataki Celishcheva
Nunataki Celishcheva är en nunatak i Antarktis. Den ligger i Västantarktis. Argentina, Chile och Storbritannien gör anspråk på området. Toppen på Nunataki Celishcheva är 1 412 meter över havet.
Terrängen runt Nunataki Celishcheva är platt. Trakten är obefolkad. Det finns inga samhällen i närheten.